# Kolmiloppinen
Kolmiloppinen är en sjö i Finland. Den ligger i kommunen Pello i landskapet Lappland, i den norra delen av landet, 800 km norr om huvudstaden Helsingfors. Kolmiloppinen ligger 258,5 meter över havet. Arean är 22,6 hektar och strandlinjen är 2,04 kilometer lång. Sjön  ingår i Torne älvs huvudavrinningsområde. 